# Helen Homans

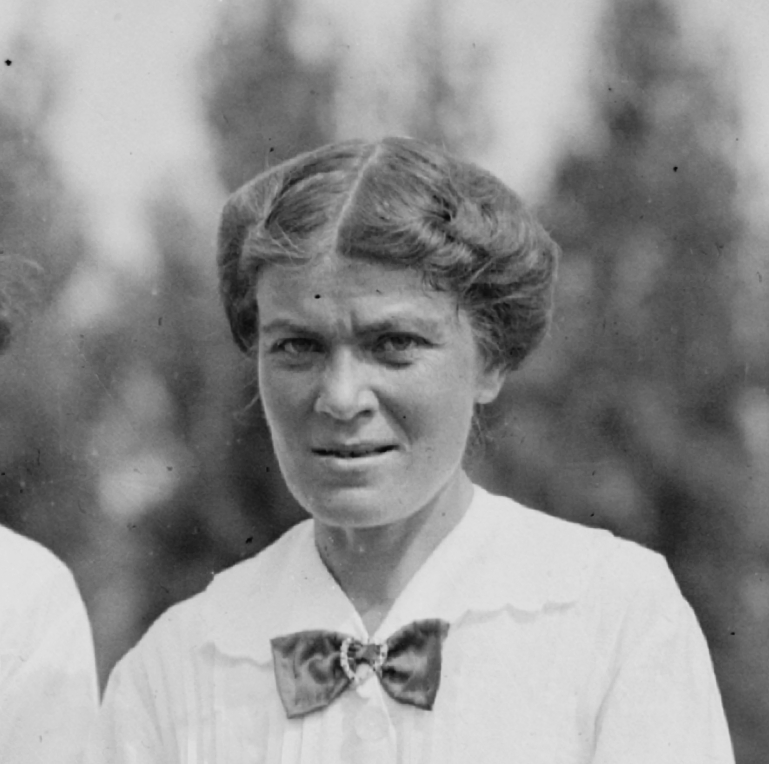
Helen McLean, 1913

Helen Homans, später Helen McLean (* 8. Februar 1877 in Englewood, New Jersey; † 29. März 1949), war eine US-amerikanische Tennisspielerin.
Sie gewann 1906 die US-amerikanischen Tennismeisterschaften im Dameneinzel. Sie besiegte im Finale ihre Landsfrau Maud Barger-Wallach mit 6:4 und 6:3. 1905 war sie zudem mit Carrie Neely auch im Damendoppel erfolgreich.
Sie verstarb 1949 im Alter von 72 Jahren.